# Доказове навчання
Доказове навчання - це міждисциплінарна область педагогіки та психології, яка базується на використанні науково підтверджених методів і практик. Його мета — підвищити ефективність навчання за допомогою методів, які довели свою результативність через дослідження.

## Приклади доказованого навчання
Ефект тестування (Родігер і Карпіке).У 2006 році Генрі Л. Родігер, дослідник психології в сфері людського навчання й пам’яті в Університеті Вашингтону в Сент-Луїсі, та Джеффрі Д. Карпіке, професор психологічних наук Університету Пердью, провели експеримент. Вони розділили студентів на три групи. Кожна з них читала прозові уривки, багаті на факти: наприклад, однією з тем були видри.Перша група читала уривок один раз і після цього тричі проходила тестування. Друга група читала уривок тричі, але виконувала тести лише раз. Третя група просто перечитувала матеріал чотири рази.Важливо зазначити, що тестування не обмежувалися виключно запитаннями з варіантами відповідей. До прикладу, студенти повинні були пригадати якомога більше з прочитаного уривку (free recall): оцінювалася кількість «основних думок» з тексту, які вони назвали.Результат визначали за допомогою фінального тестування. Його проводили двічі – через п’ять хвилин після навчальної сесії та через тиждень. Через п’ять хвилин після експерименту найкращі результати показала третя група, яка просто перечитувала матеріал. А найгірші – перша, яка читала найменше, а тестувалася найбільше.Через тиждень студенти знову проходили оцінювання. Цього разу результати виявилися прямо протилежними: найкращими стали студенти з першої групи, а найгіршими – ті, які перечитували матеріал чотири рази. Висновок – тестування одразу після опрацювання матеріалу загальмувало процес забування в довгостроковій перспективі і також було покано, що тестування сприяє кращому засвоєнню інформації, ніж просте перечитування..
Метапам'ять, ключовий напрямок досліджень Роберта Бйорка, - це вивчення розуміння та контролю процесів пам'яті, що впливає на навчання та збереження інформації. Нижче наведені ідеї та посилання на відповідні дослідження.Вивчення метапам'яті та навчання, зокрема в роботах Роберта А. Бьорка, дає критичне розуміння того, як люди сприймають, контролюють і регулюють свої процеси пам'яті та стратегії навчання. Дослідження Бьорка підкреслюють складний взаємозв'язок між пам'яттю та метапам'яттю, виділяючи такі концепції, як «бажані труднощі», які стверджують, що певні виклики під час навчання покращують довготривале запам'ятовування та продуктивність.Основні теми, що досліджуються в роботах Бйорк, включають:
1. Пам'ять і навчання. Взаємодія між механізмами пам'яті та методологіями навчання має вирішальне значення для ефективного навчання. Бйорк обговорює, що пам'ять має бути спрямована не лише на миттєву продуктивність, але й на довготривале збереження, що часто недооцінюється під час навчання.
2. Судження про навчання (JOL). Ці метакогнітивні оцінки часто виявляють розбіжності між сприйнятою і фактичною продуктивністю. Дослідження Бйорк та її колег вивчає упередженість цих суджень, наприклад, тенденцію переоцінювати продуктивність пам'яті, коли її легко відновити.
3. Роль забування. Забування переосмислюється як фасилітатор навчання, оскільки інтервали забування можуть покращити повторне навчання і зміцнити сліди пам'яті.
4. Ілюзії метапам'яті. Робота Бйорк також заглиблюється в те, як людей часто вводять в оману їхні метакогнітивні оцінки, що впливає на ефективність їхніх стратегій навчання.

Теорія когнітивного навантаження (CLT), розроблена Джоном Веллером, є фундаментальною основою для розуміння того, як когнітивна архітектура людини взаємодіє з навчальним дизайном і процесами навчання. Ось деякі ідеї та докази з досліджень.Докази теорії когнітивного навантаження
Фундаментальні аспекти  базується на взаємодії між робочою пам'яттю, яка є обмеженою за обсягом і тривалістю, та довготривалою пам'яттю, яка є більш об'ємною і постійною. Ефективний навчальний дизайн повинен мінімізувати стороннє когнітивне навантаження, оптимізуючи при цьому внутрішнє та сутнісне навантаження.
Типи когнітивного навантаження.Розрізняє внутрішнє навантаження (складність матеріалу), зовнішнє навантаження (спричинене поганим навчальним дизайном) та основне навантаження (розумові зусилля, що сприяють навчанню). Ефективне управління ними покращує результати навчання .

## Принципи
1. Інтервальне повторення.Дослідження показують, що інформація краще запам'ятовується, якщо її повторювати з певними інтервалами (ефект Еббінгауза).
2. Тестування як інструмент навчання.Тестування не лише перевіряє знання, але й допомагає краще запам'ятати інформацію (ефект тестування).
3. Активне навчання  Люди краще засвоюють матеріал, коли залучені до активного процесу: обговорень, вирішення проблем, виконання практичних завдань.
4. Метакогніція.Учням варто розвивати навички усвідомлення своїх способів навчання та саморегуляції (планування, контроль і оцінка власного прогресу).
5. Використання візуалізації.Графіки, схеми, ментальні карти та інші візуальні інструменти сприяють глибшому розумінню матеріалу.
6. Контекстуальне навчання.Матеріал краще запам’ятовується і засвоюється, якщо навчання відбувається у реальному чи близькому до реального контексті.

## Методи доказового навчання
1. Двостороннє кодування.Інформація краще засвоюється, якщо використовувати як текст, так і візуальні матеріали одночасно.
2. Змішане навчання.Поєднання онлайн-ресурсів із традиційними методами навчання довело свою ефективність.
3. Розподіл навантаження.Розбиття складних завдань на менші частини полегшує навчання та запобігає перевантаженню.
4. Зворотний зв'язок.Регулярний зворотний зв'язок допомагає учням виправляти помилки та вдосконалювати свої знання.
5. Варіювання прикладів.Надання різних прикладів і завдань для одного поняття сприяє більш глибокому розумінню.

## Навчання через спостереження (експеримент А.Бандури)
Один з найвідоміших експериментів, який допоміг розкрити особливості навчання через спостереження, – Експеримент з лялькою Бобо, проведений Альбертом Бандурою.
Альберт Бандура – видатний американський психолог, який присвятив свою роботу дослідженню впливу соціального середовища на людську поведінку. Експеримент з лялькою Бобо, проведений Бандурою в 1961 році, виявився дуже важливим для розуміння навчання через спостереження.
Експеримент полягав у тому, що діти бачили відео, на якому доросла людина демонструвала агресивну поведінку до ляльки Бобо. Після того, як діти переглянули це відео, їм дозволялося самим взаємодіяти з лялькою. Виявилося, що діти, які спостерігали агресивну поведінку дорослої людини, наслідували цю поведінку у взаємодії з лялькою Бобо.
Бандура дійшов висновку, що люди навчаються не лише через власний досвід, а й через спостереження імітаційної поведінки інших людей. Це означає, що ми можемо навчитися новим навичкам або змінити особистість шляхом набуття знань із моделей, які ми спостерігаємо.
Експеримент з лялькою Бобо має велике значення у розвитку психології, оскільки допоміг зрозуміти, як соціальне середовище впливає на формування поведінки. Він також підтвердив важливість прикладу та моделювання для навчання в соціальному контексті.

## Навчання без свідомого сприйняття навчальних матеріалів
Одним з відомих експериментів у психології є експеримент Грінспуна, який був проведений Джеймсом Грінспуном. Цей експеримент вивчав ефект неусвідомленого навчання, відомий також як ефект Грінспуна. Дослідження показало, що люди можуть навчатися навіть без свідомого сприйняття навчальних матеріалів, що відкриває нові перспективи в психології навчання та усвідомленої поведінки.
Експеримент Грінспуна полягав у запрошенні учасників дослідження для проведення завдання, прихованого під покриттям простим цифровим спамом. Учасники запам'ятовували та переказували вивчену інформацію, яка згодом виявилася пов'язаною з цими цифрами. Але, що було досить цікавим, багато учасників не здогадувалися про приховану зв'язок та вважали, що цифри просто випадкові.
Експеримент показав, що хоча учасники неусвідомлювали навчання, їх пам'ять все одно зберігала інформацію про навчальні зв'язки. При цьому, завдання навчання без усвідомлення виявилося таким ефективним, як і завдання, які вимагають активного усвідомлення. Це дає підстави стверджувати, що неусвідомлене навчання може впливати на нашу поведінку та розумові процеси.